# Krakauer Złoty

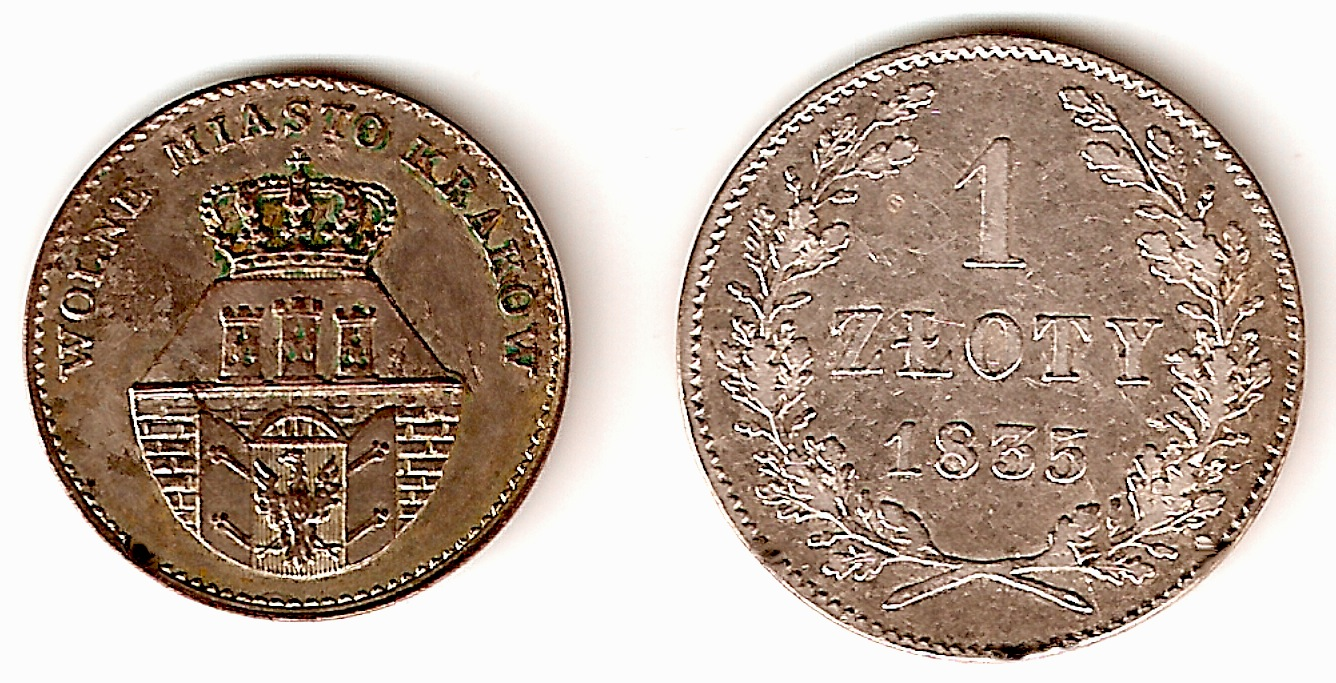
Kursmünzen Krakau. Vorder- und Rückseiten von 5 Groszy und 1 Złoty, 1835

Krakauer Złoty war von 1835 bis 1847 die Währung der Freien Stadt Krakau. In den Umlauf kamen 3 Münzen aus Silber: 5 und 10 Groszy sowie 1 Złoty. Die Münzen wurden in der Wiener Kaiserlichen Münze entworfen.
Der Krakauer Złoty galt als offizielle Währung der Freien Stadt Krakau bis zur Annexion durch das Kaisertum Österreich 1846.